# Antipositivismo
Antipositivismo refere-se a tudo aquilo que é contrário ao paradigma positivista. O antipositivismo rejeita o empirismo e a pretensão positivista que professa a existência de unidade metodológica entre as diferentes ciências. No final do século XIX e início do século XX os antipositivistas redescobriram a oposição existente entre o mundo das ciências naturais e o mundo das ciências humanas, dando origem ao pensamento filosófico, sociológico e científico modernos.
Segundo a vertente antipositivista, o paradigma positivista caracterizado pela descrição, controle, imparcialidade e predição é superficial e incompleto. Os maiores nomes do antipositivismo filosófico foram Henri Bergson e Karl Popper, apesar do fato de que Popper buscava conservar vários aspectos do positivismo através de uma reformulação dos mesmos no que viria a ser chamado de pós-positivismo. Os maiores representantes do antipositivismo sociológico foram Max Weber e Georg Simmel. Um dos grupos opositores ao positivismo foi a Escola de Frankfurt.